# 祿興里
祿興里是高雄市美濃區轄下的行政區。本里面積約6.235平方公里，行政區包含23鄰，戶數共1091戶，總人口2851人。居民主要以農業為主，是一個純樸的農業社區。

## 地理
祿興里位於高雄市美濃區，日治時期將中壇區域劃分成立祿興里、中壇里、德興里以及清水里。祿興里包括下竹圍、中壇庄北半部、上竹圍、石橋、小山（矮山）一帶。里界範圍東至龍山里、西至福安里、南至中壇里、北至瀰濃里。 

## 歷史

### 中壇
中壇里位於美濃溪東南岸，日治時代被寫作「中」。清乾隆13年（1748），李九禮與劉達峰帶領族人至此開墾建庄，因此移民紛紛湧入於此，李氏家族後來又在此建立夥房，擔任管事，並建立上竹圍庄。劉氏家族人數較多，建有會屋（會館），創立「劉開七公嘗」，回大陸原鄉募集資金與族人，以擴展此地的開墾工作，後來陸續又開墾了南頭河、下竹園、金瓜寮等地。地名以當地客家話讀為「中」，諧音為「中門」。戰後成立中壇里與祿興里，戰後改為「中壇」。

### 楊寮下
位在中壇庄西北方，為楊姓家族居住地，因此稱「楊寮下」。

### 上竹圍
位在中壇庄的東側。清乾隆年間開墾中壇地區的李氏家族，因水圳有水經竹子門流下，為了掌握水源而建立的一小庄，取地名為「上竹圍」，客家讀音諧音為「上竹園」。其村莊內有一開庄伯公。

### 下竹圍
位在中壇庄的西側。清乾隆年間開墾中壇的劉姓宗族成立組織，回大陸原鄉募集資金與族人，後來便在此建立聚落。取地名為「下竹圍」，客家讀音諧音為「下竹園」。於中壇橋前有「庄尾伯公」

### 石橋
早期此地的水圳上建有一座用石頭推砌出的小橋，因此稱此地為「石橋」。

### 小山
位於中壇往龍肚路上，同時也是台28線與高140交會處。附近有幾座較低緩的小山，本地的客家人也稱此地為「矮山」。

## 教育
祿興里內有一座國小－中壇國小，該校創立於1941年4月，1945年改稱為高雄縣美濃鎮中壇國民學校，1968年改稱高雄縣美濃鎮中壇國民小學。